# Epigonichthys australis
Epigonichthys australis är en ryggsträngsdjursart som först beskrevs av Raff 1912.  Epigonichthys australis ingår i släktet Epigonichthys och familjen Branchiostomatidae. Inga underarter finns listade i Catalogue of Life.